# ESRO 2
ESRO 2 ou ESRO 2B ou  IRIS est le premier satellite artificiel développé par le CERS (en anglais ESRO) une des deux agences spatiales européennes qui ont précédé l'ESA. Ce satellite scientifique a pour objectif d'étudier les effets du rayonnement X et des particules émises par le Soleil durant les éruptions solaires sur l'environnement terrestre. Le satellite devait prendre la suite  du satellite OSO D lancé par la NASA le 18 octobre 1967 avec le même objectif.  

## Historique
Le satellite ESRO 2 est construit par les sociétés Hawker Siddely Dynamics et Matra. Un premier exemplaire du satellite, ESRO 2A, est lancé le 29 mai 1967 mais est victime d'une défaillance du lanceur. ESRO 2B est lancé le 17 mai 1968 par une fusée américaine Scout depuis la base de lancement de Vandenberg et placé sur une orbite basse terrestre avec un apogée de 1 086 km, un périgée de 326 km et une inclinaison de 97,2 degrés. La période orbitale est de 98,9 minutes. Après environ 6 mois et demi d'activité le système d'enregistrement de données est victime d'une défaillance mécanique en décembre 1968. À compter de cette date  seules 20 % des données ont pu être récupérées par les stations terrestres du réseau européen et de la NASA. Le satellite a été détruit durant sa rentrée atmosphérique qui a eu lieu le 8 mai 1971.

## Caractéristiques techniques
Le corps du satellite est de forme cylindrique, avec un diamètre de 0,76 m et une hauteur de 0,85 m pour une masse est de 89 kg. ESRO 2B est un satellite spinné c'est-à-dire stabilisé par la mise en rotation autour d'un de ses axes (40 tours par minute). Le satellite emporte 7 expériences scientifiques :
- Mesure des flux de particules énergétiques développé par l'Imperial College de Londres
- Mesure des protons de la ceinture de Van Allen et du Soleil développé par l'Imperial College
- Mesure des protons et des particules alpha galactiques et solaires développé par l'Imperial College
- Mesure des électrons primaires généré par les rayons cosmiques développé par l'Université de Leeds
- Mesure des rayons X durs produits par le Soleil développé par l'University College de Londres
- Mesure des rayons X mous produits par le Soleil développé par le laboratorium voor Ruimte_Onderzoek d'Utrecht.
- Mesure des flux et spectres énergétiques des particules solaires et galactiques développé par le Centre d’études nucléaires de Saclay (France)

## Commémoration
En 2018, la Belgique fait frapper, une pièce de 2 € commémorative à l'occasion du 50e anniversaire du lancement du satellite européen. Bien qu'elle ait valeur légale, la pièce n'est pas mise directement en circulation, elle est sortie à 260 000 exemplaires en coincard[Quoi ?], à l'attention des collectionneurs.